# Prunus subcorymbosa
Prunus subcorymbosa es un árbol sudamericano perteneciente a la familia Rosaceae y nativo de bosques montanos desde Costa Rica y Venezuela hasta el norte de Perú.

## Sinónimos
Prunus carolinae García-Barr.